# Johann Joseph Couven

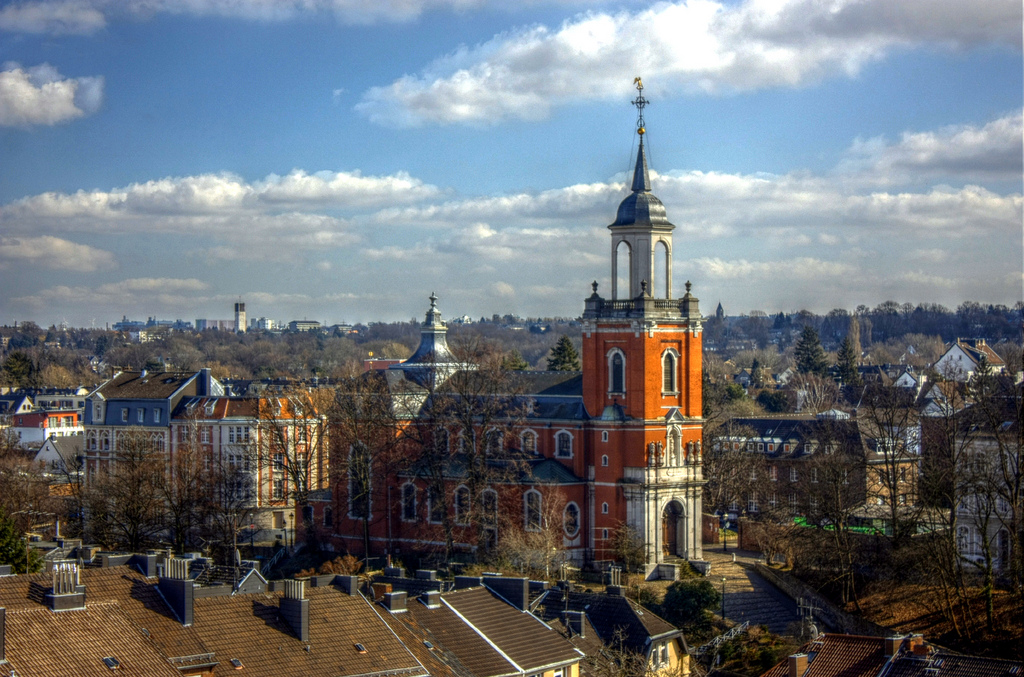
Parochiekerk St. Michael, Burtscheid

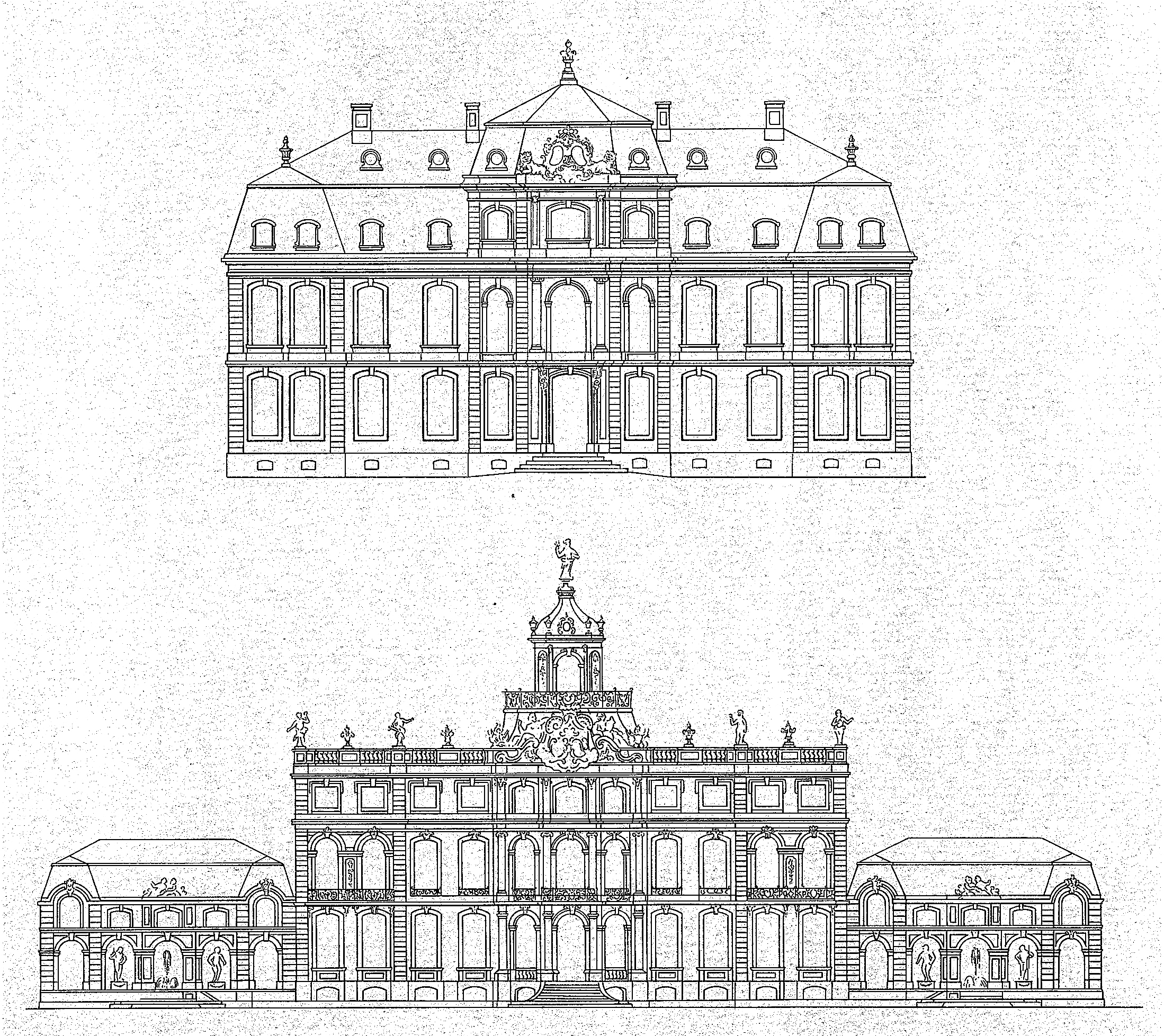
Schloss Jägerhof, Düsseldorf. Wel en niet uitgevoerd ontwerp, 1751, 1748

Johann Joseph Couven (Aken, 10 november 1701 - 12 september 1763) was een Duits architect uit de barok. Hij werkte voornamelijk in de driehoek Aken-Luik-Maastricht. In deze regio was hij de eerste architect die kon wijzen op een zekere theoretische achtergrond, zoals dat volgens de idealen van de Italiaanse renaissance vereist was. Hij werkte ook als landmeter en ontwikkelde geodetische landmeetkundige apparatuur. Couven wordt gezien als de belangrijkste bouwmeester van de 18e-eeuwse barokarchitectuur in het prinsbisdom Luik en één der grootste barokarchitecten van Duitsland, op één lijn met zijn tijdgenoten Johann Maximilian von Welsch, Balthasar Neumann en Johann Conrad Schlaun.

## Biografische schets
De familie Couven kwam oorspronkelijk uit Clermont in België, de oorspronkelijke familienaam was de Couves. Zijn vader, Johann Jakob Couven, vervulde aanvankelijk een ambtelijke functie in Wenen, na 1694 was hij notaris in Aken.
In 1731 trouwde Johann Joseph met Maria Dorothea Gertrudis Mesters (1705-1779) uit Maastricht. Het echtpaar kreeg twee zonen en vier dochters. Het derde kind, Jakob Couven (1735-1812), volgde in zijn vaders voetsporen en werd eveneens stadsbouwmeester van Aken.
De vroegste bewaard gebleven tekeningen van Couvens hand dateren uit 1722. In 1725 maakte hij een geïllustreerde kaart van Aken. In zijn jonge jaren werd Johann Joseph Couven sterk beïnvloed door Johann Conrad Schlaun, onder wiens leiding hij meewerkte aan verschillende gebouwen in het Rijksgraafschap Wittem. Later werkte Couven voor de stad Aken, als stadsbouwmeester en ingenieur. Van 1727 tot 1732 werkte hij aan de verbouwing van het Akense raadhuis. In 1742 werd hij raadssecretaris van Aken. In 1752 benoemde prins-bisschop Johan Theodoor van Beieren van Luik hem tot hofarchitect. Andere hooggeplaatste cliënten waren de abdissen van Burtscheid, Sinnich en Munsterbilzen en diverse adellijke families uit het Maas- en Rijnland.
De diversiteit van Couvens oeuvre is enorm en varieert van religieuze gebouwen, stadspaleizen, fabrieken en mijnen tot meubels en decoratieve kunst. Belangrijke werken van hem zijn het in 1943 verwoeste Wespienhaus in Aken, het bewaard gebleven Wylre'sches Haus, de abdijkerk en de parochiekerk in Burtscheid, Schloss Jägerhof in Düsseldorf, de huizen Vercken en de Grand Ry in Eupen, het Hôtel d’Ansembourg in Luik en het verwoeste prins-bisschoppelijke zomerverblijf in Maaseik.
Veel van Couvens bouwwerken, met name die in de stad Aken, zijn in de Tweede Wereldoorlog verloren gegaan. Een aantal tekeningen en ontwerpen van verloren gegane of niet-uitgevoerde gebouwen worden bewaard in het Suermondt-Ludwig-Museum in Aken.

## Werken

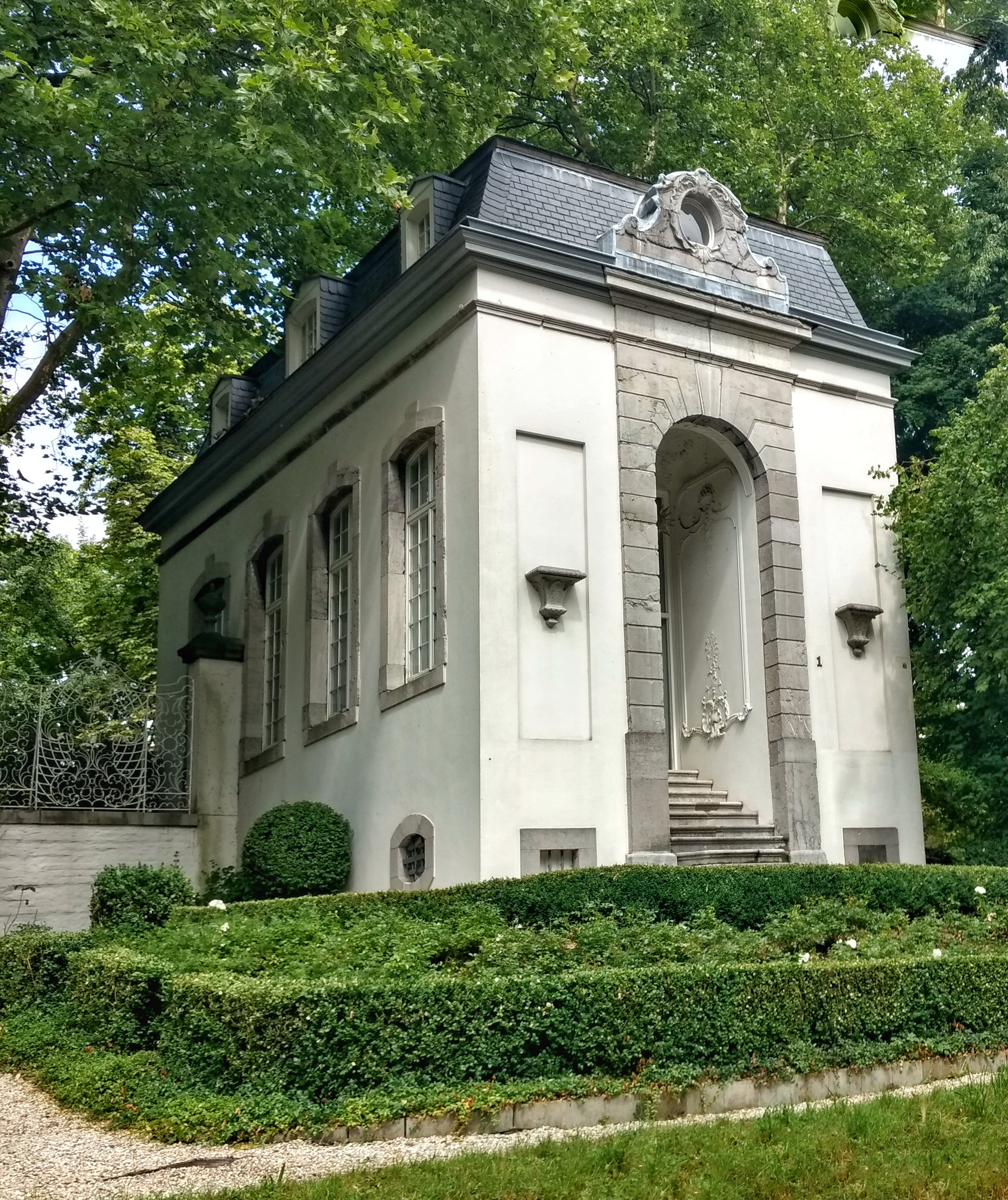
Kerstenscher Pavillon (1737), thans op de Lousberg

### Bewaard gebleven bouwwerken in Aken e.o.

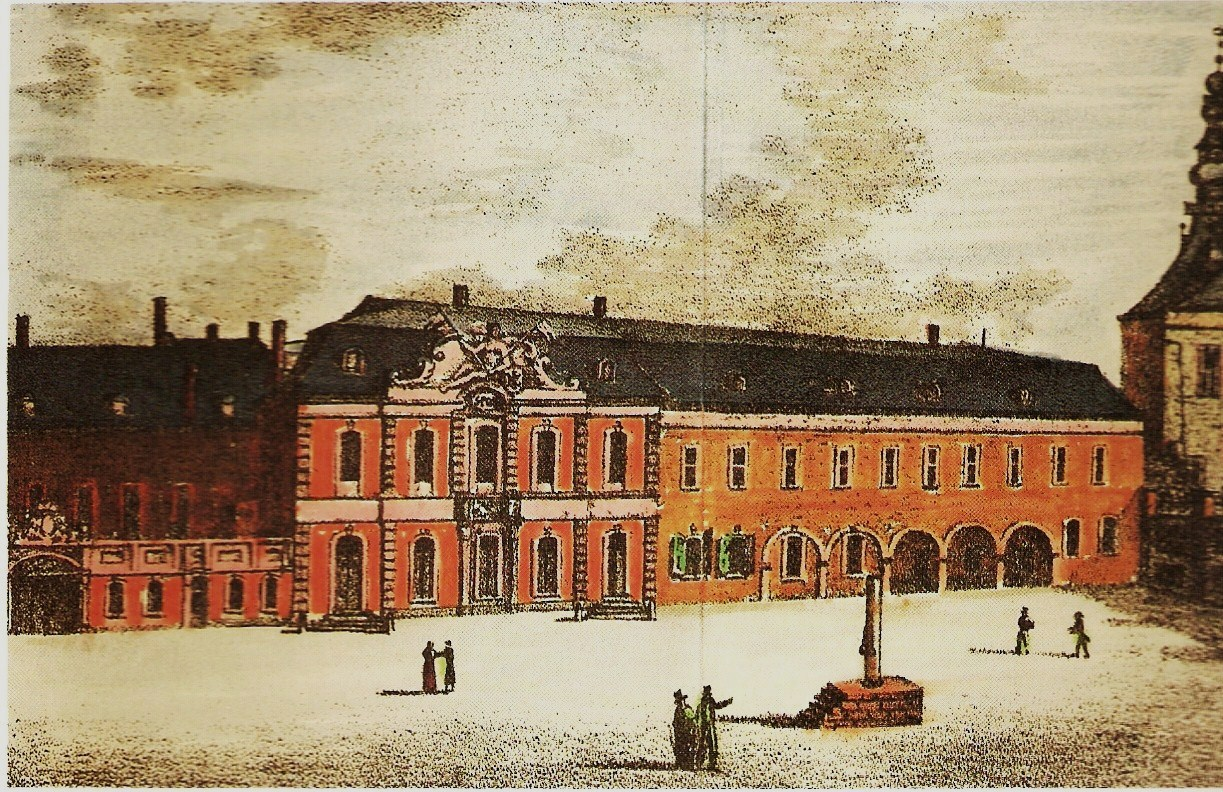
Altes Komödienhaus in Aken, ca 1770 (gesloopt)

- 1730, 1748-54: Abdijkerk Burtscheid[2]
- 1735: Hardstenen bekken voor de 17e-eeuwse Karlsbrunnen op de Markt
- na 1735: Verbouwing Wylre'sches Haus, ook wel Palais Heusch genoemd, Jakobstrasse 35
- 1737: Kerstenscher Pavillon, ook Gartenhaus Mantels genoemd, oorspronkelijk aan de Annuntiatenbach, rond 1905 verplaatst naar de Lousberg
- 1739: Interieur Theresienkirche, Pontstrasse
- 1740: Gartenhaus Nuellens, aanvankelijk Friedrich-Wilhelm-Platz 6, later naar Seilgraben 34 verplaatst. Aldaar verwoest op 14 juli 1943 en in 1961 opnieuw opgebouwd in het Kurpark van Burtscheid
- 1747-65: Parochiekerk St. Michael, Burtscheid, ook een deel van het interieur is door Couven ontworpen[3]
- 1748: Annakerk
- 1750: Hoogaltaar en preekstoel St. Katharinakerk, Langerwehe-Wenau
- 1750-1753: Gut Kalkofen, in opdracht van Johann von Wespien
- 1755: Altaar en orgelkast, St. Nikolauskerk, tegenwoordig Citykirche, Großkölnstrasse
- 1757: Uitbreiding Haus Zum Horn, Jakobstrasse 24

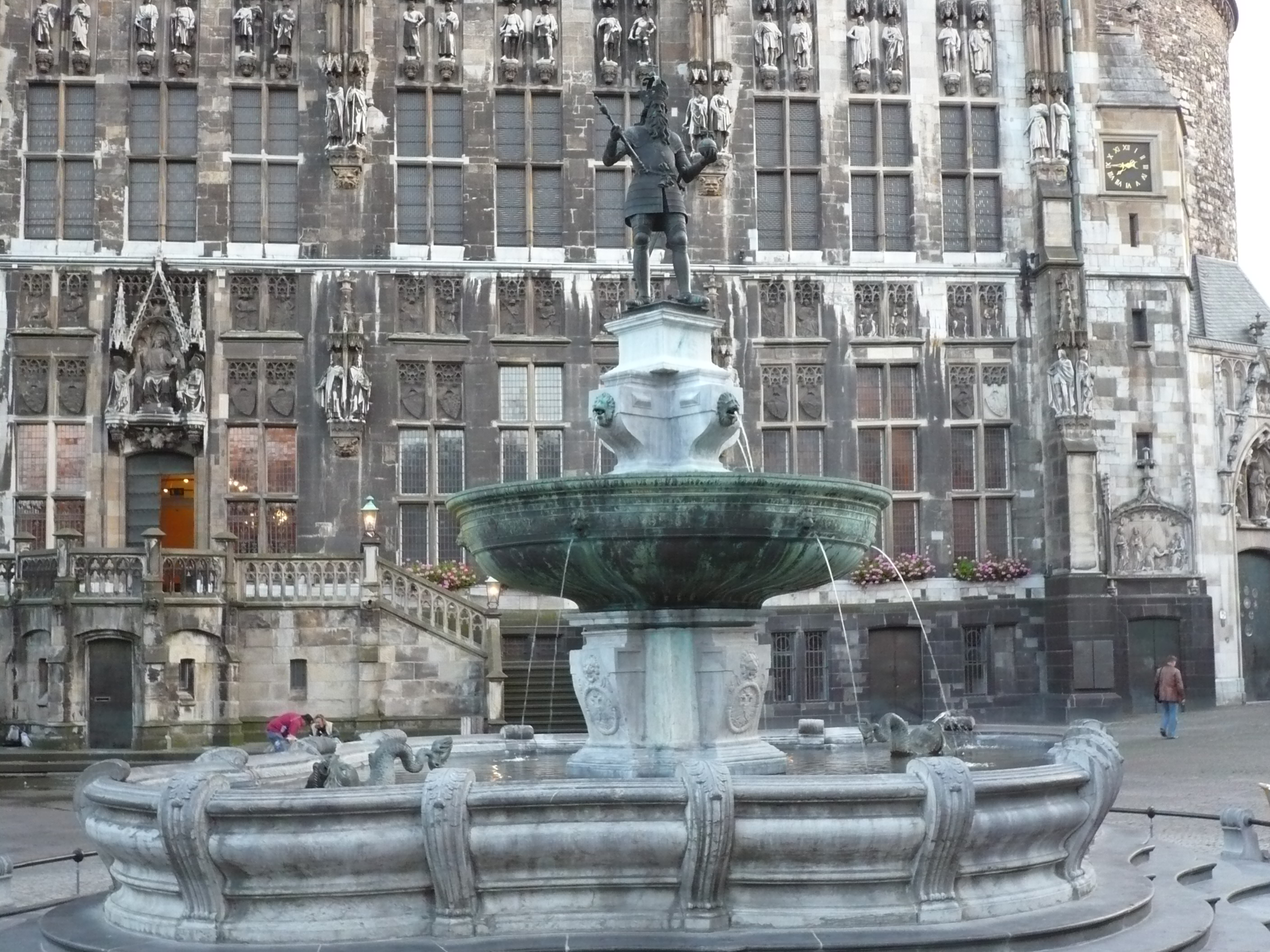
Karlsbrunnen, Aken
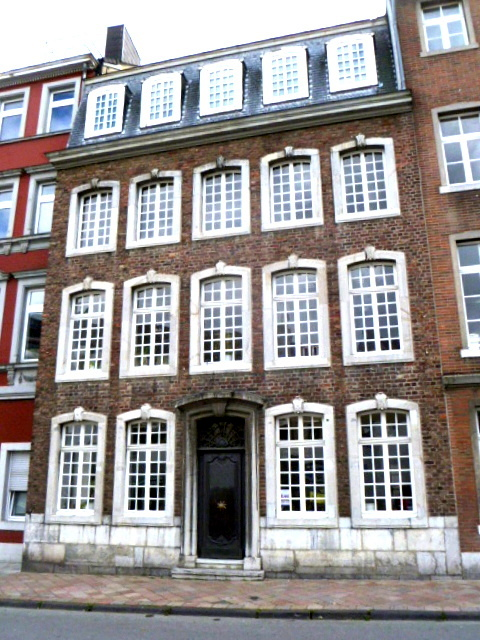
Rosstraße 11, Aken
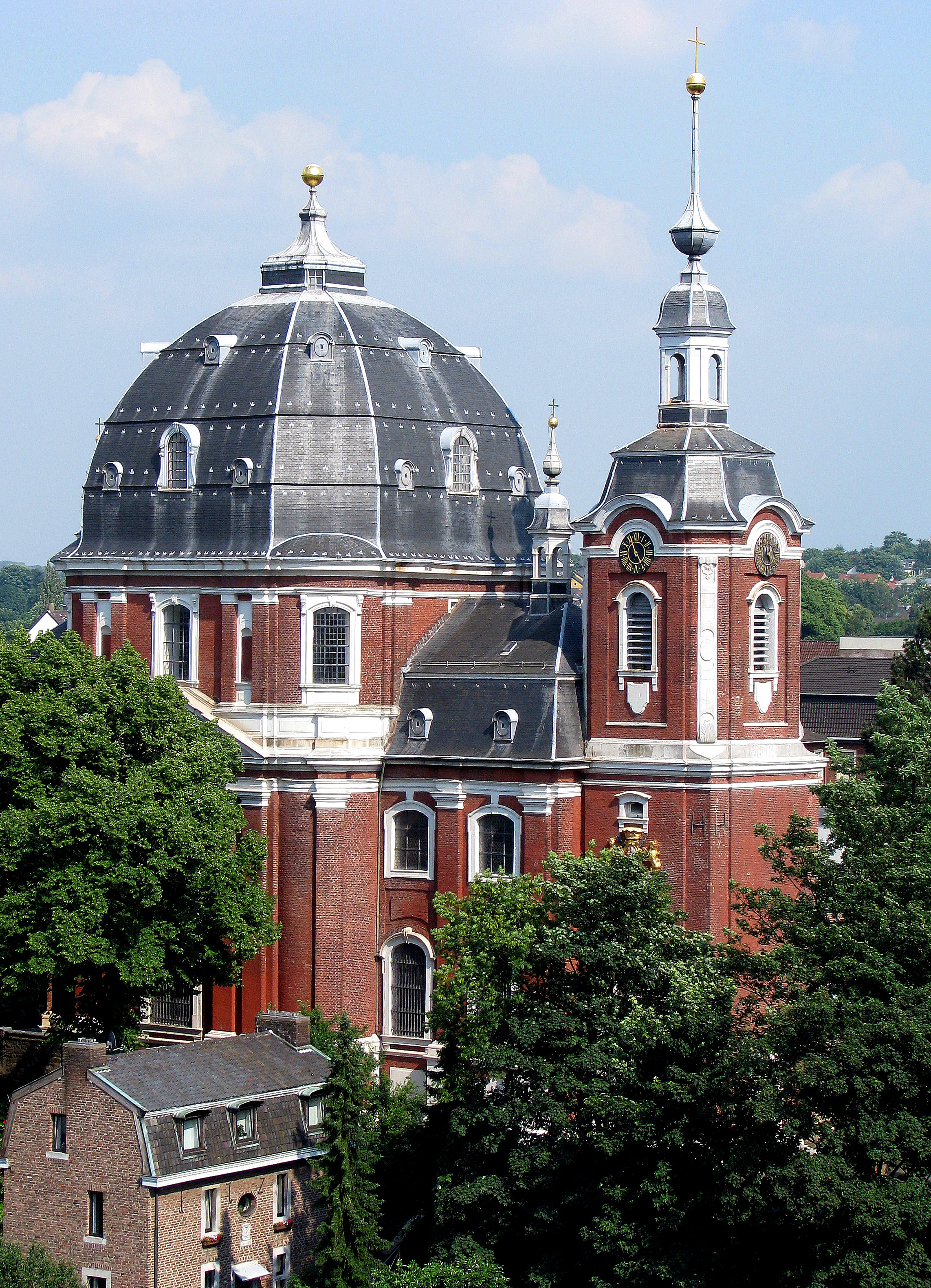
Abdijkerk, Burtscheid
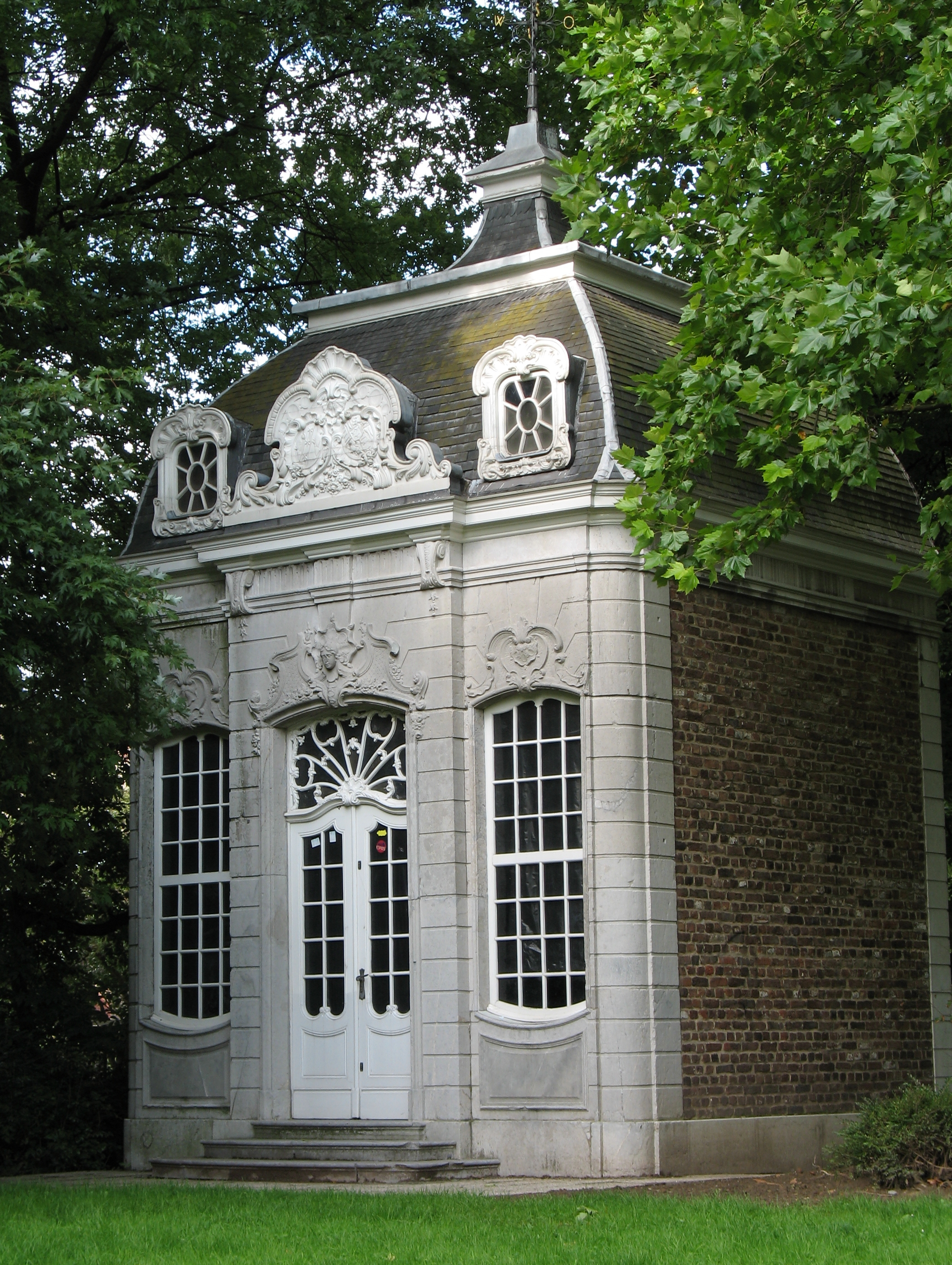
Paviljoen, Burtscheid

### Niet-uitgevoerde en niet-bewaard gebleven bouwwerken in Aken e.o.
- 1727: Façade raadhuis (afgebroken)
- 1730: Pastorsche Gartenhaus , Franzstraße 24 (gesloopt 1888)
- 1734-37: Wespienhaus (op 14 juli 1943 verwoest, een deel van de façade is nog te zien bij het Kaiser-Karls-Gymnasium)
- 1736: Twee kleine fonteinen naast de Karlsbrunnen (gesloopt)
- voor 1739: Haus Olivia, Großkölnstraße 62
- ca. 1745: Hoogaltaar St. Foillankerk
- 1746: Zum Olifant, Ursulinerstraße 11-13
- 1746: Woningen aan de Katschhof (gesloopt)
- 1747: Ungarische Kapelle bij de Dom van Aken (onvoltooid, in 1756 vervangen door nieuwbouw Joseph Moretti)
- 1748-51: Verbouwing Lakenhal tot theater Altes Komödienhaus (gesloopt eind 19e eeuw)
- 1749: Verbouwing huis Zur kaiserlichen Krone, Alexanderstrasse 36
- 1754: Verbouwing huis Zum blinden Esel, Franzstraße 8[4], zerstört
- ca. 1755: Heilig Kreuzkirche (gesloopt, koorgestoelte, lambriseringen en deuren thans in het raadhuis, preekstoel in Theresienkirche)
- 1763: Haus Beißel, Pontdriesch 16 (gesloopt)
- Interieur huis Londoner Hof, Kleinkölnstrasse (verwoest)

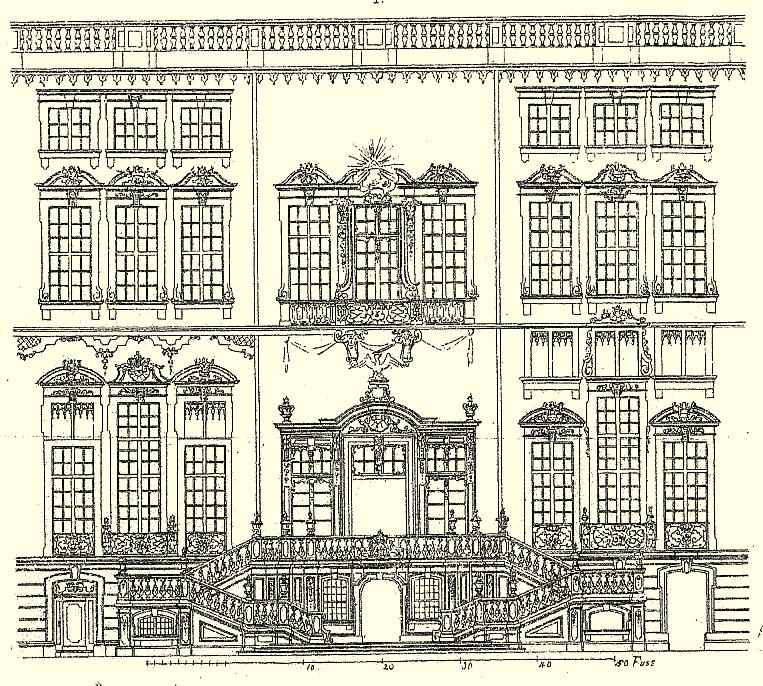
Ontwerp raadhuisfaçade
Ontwerp Ungarnkapelle
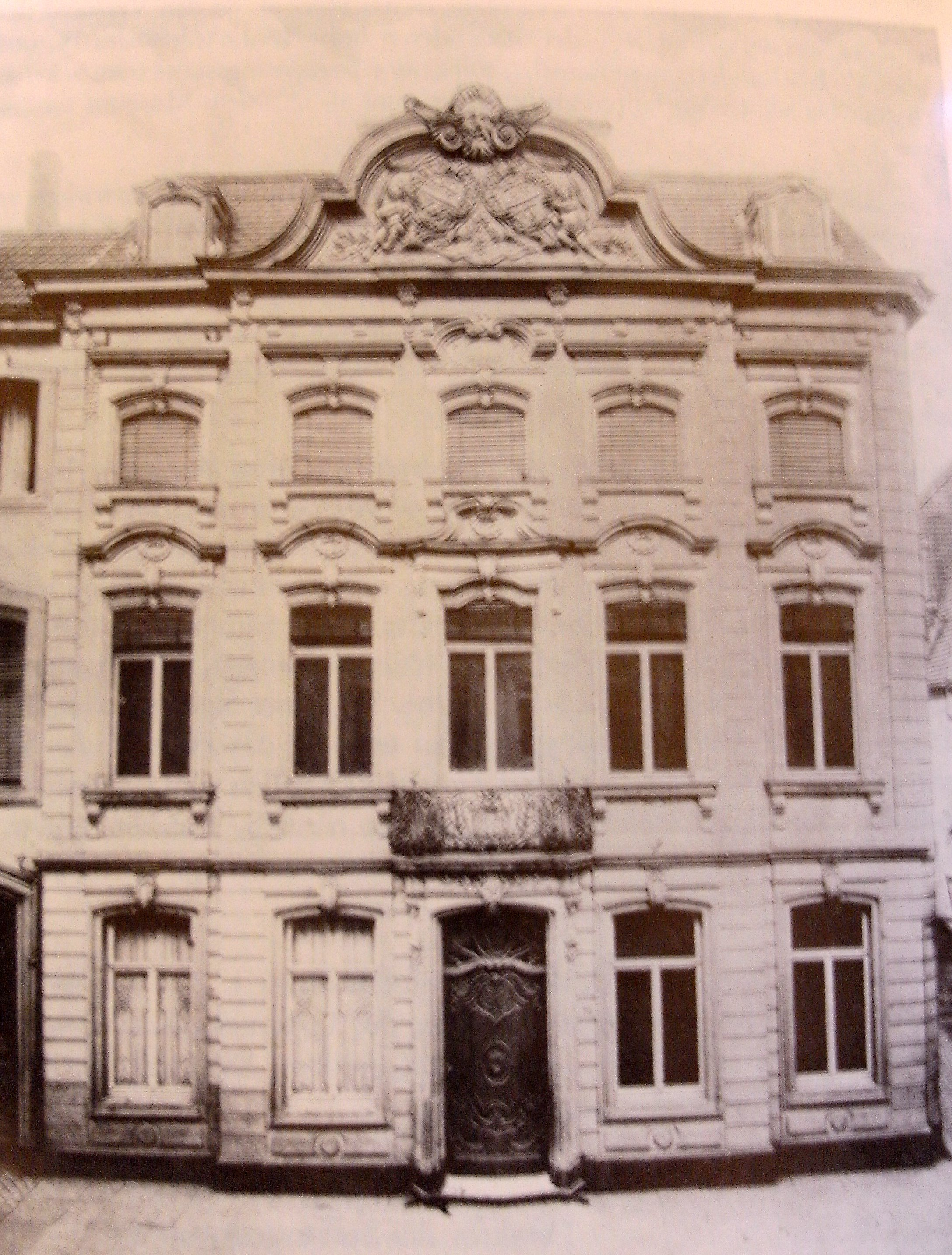
Wespienhaus, vóór de oorlog
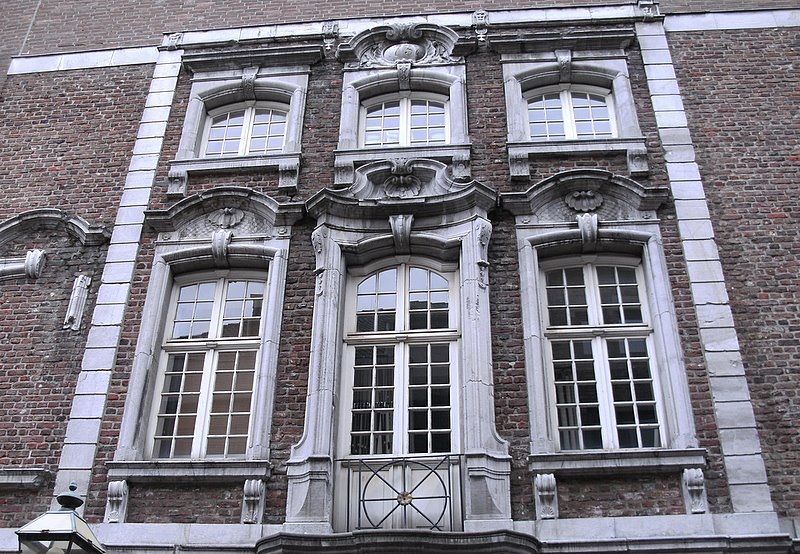
Bewaard gebleven delen Wespienhaus

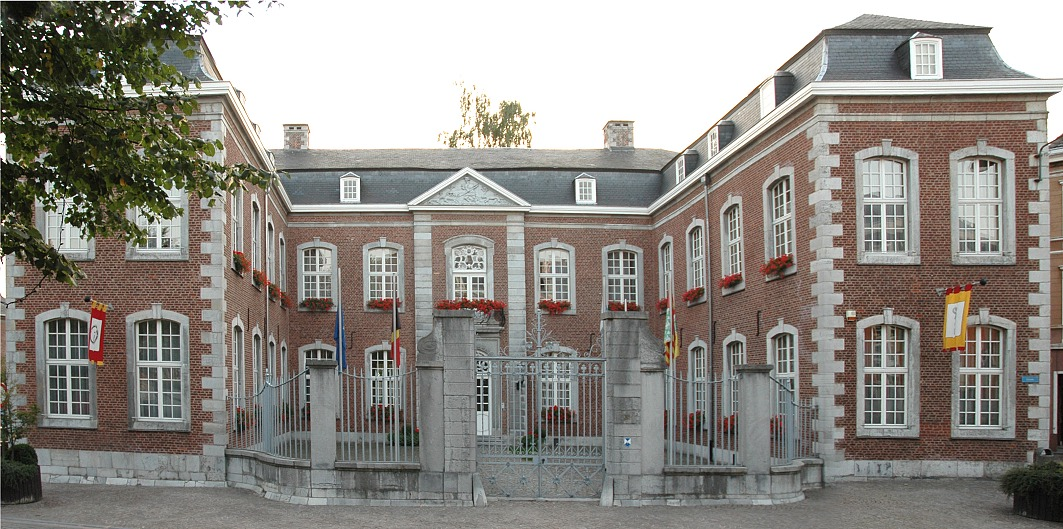
Huis de Grand Ry in Eupen, ca 1760

### Bouwwerken in Eupen e.o.

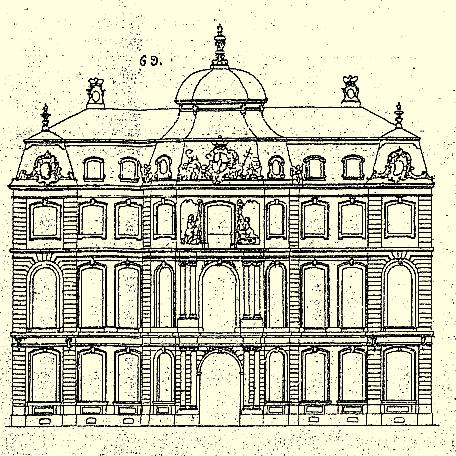
Ontwerp prinsbisschoppelijk buitenverblijf in Maaseik, ca 1752

- 1747: Huis Fettweiss (voormalig Redemptoristenklooster), Nispert 18, met naastgelegen Johannes-de-Doperkapel
- ca. 1747: Entree van huis, Marktplatz 8
- 1752: Huis Vercken (ook Klösterchen genoemd), Marktplatz
- ca. 1760-63: Huis de Grand Ry, tegenwoordig zetel der Duitstalige Gemeenschap in België
- Huis Signon, Werthplatz

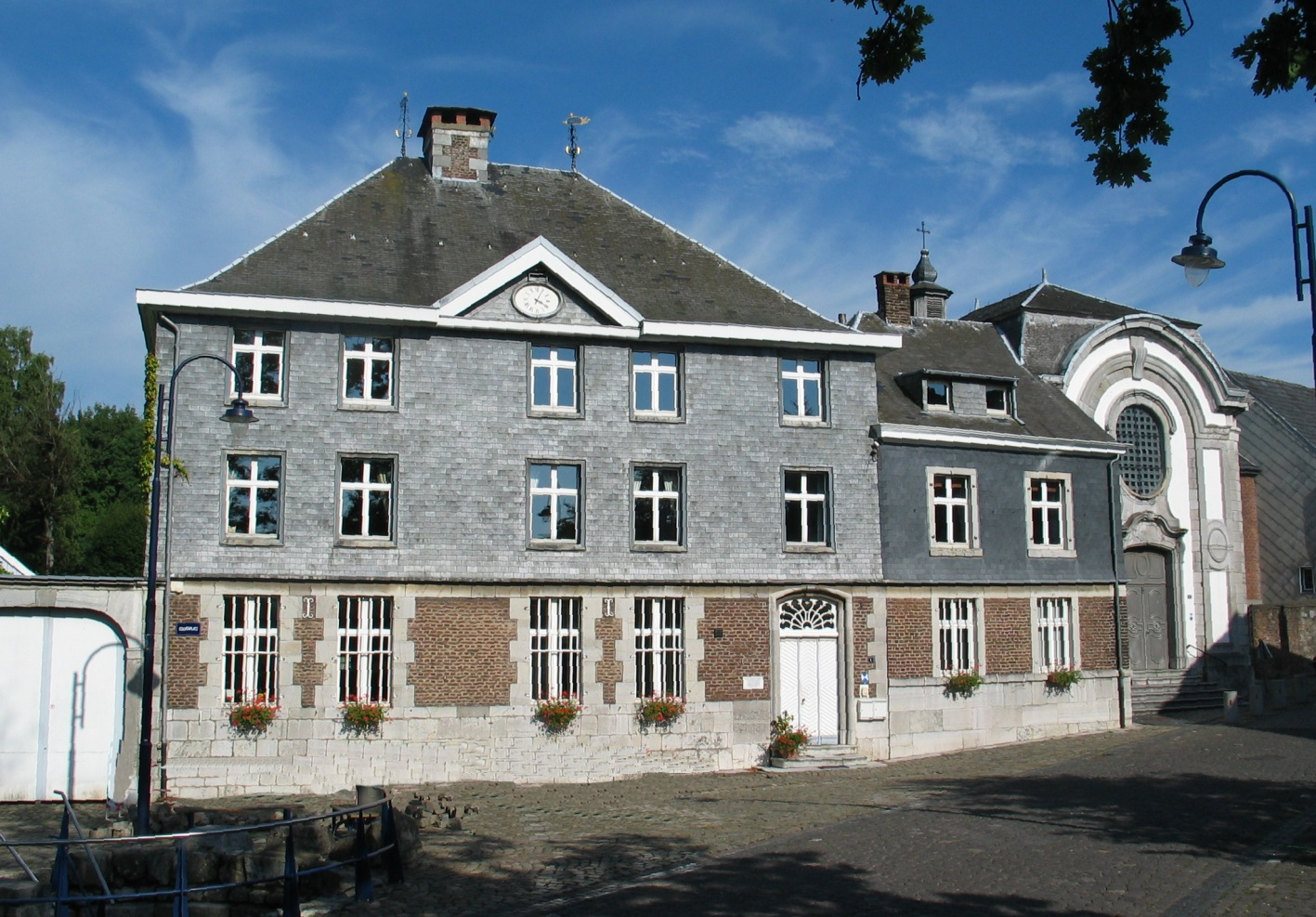
Huis Fettweiss
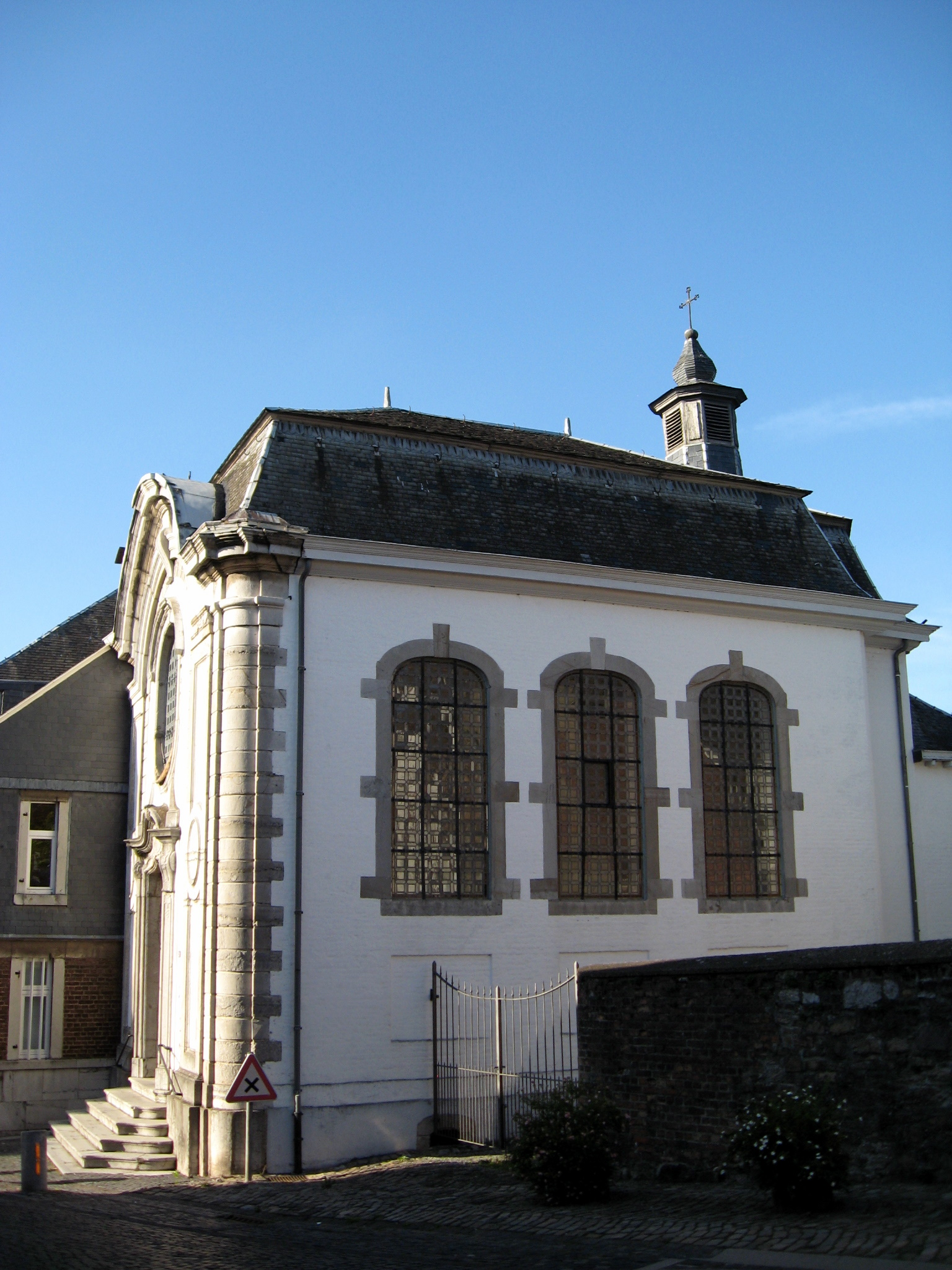
Johannes-de-Doperkapel
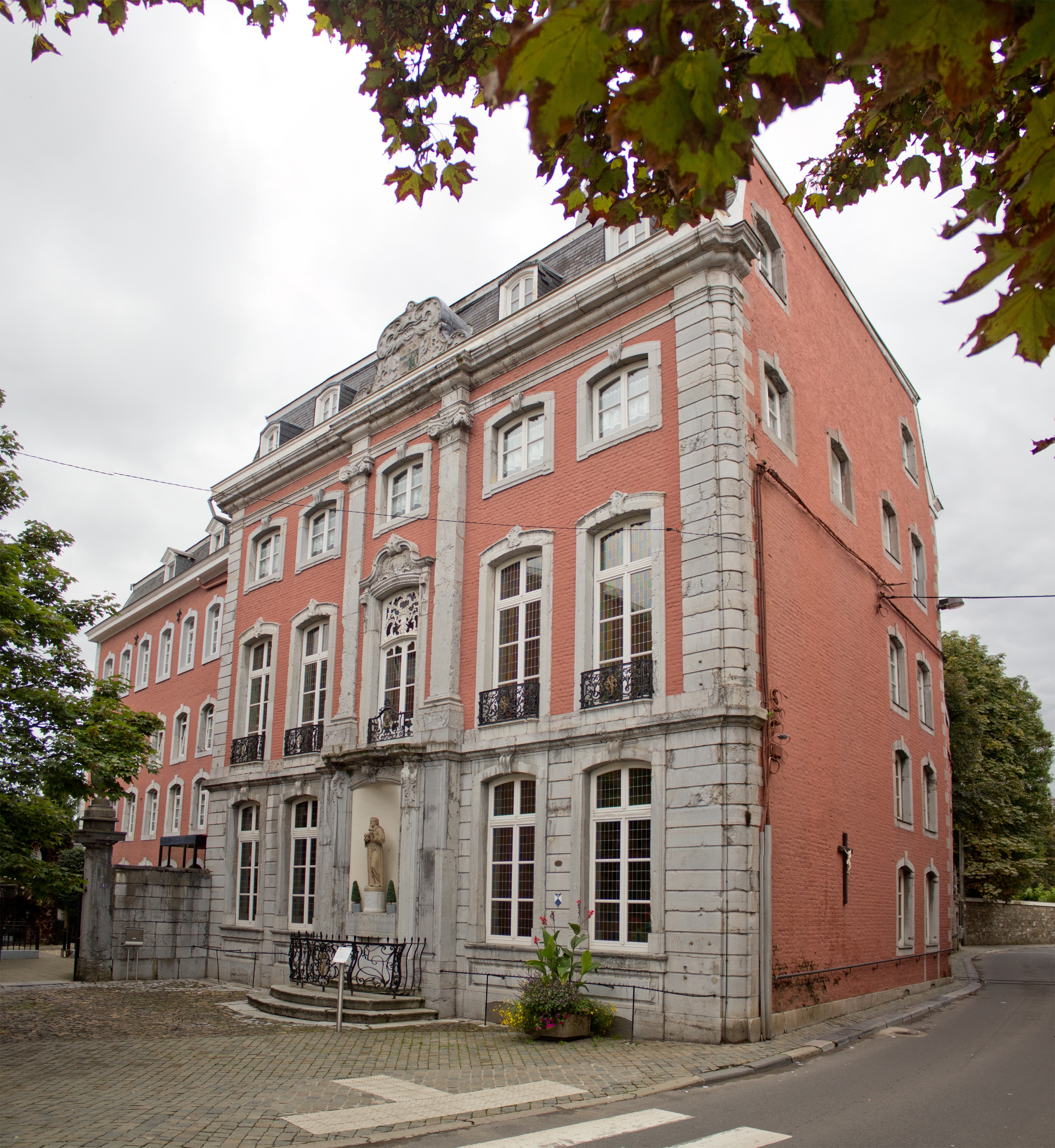
Huis Vercken
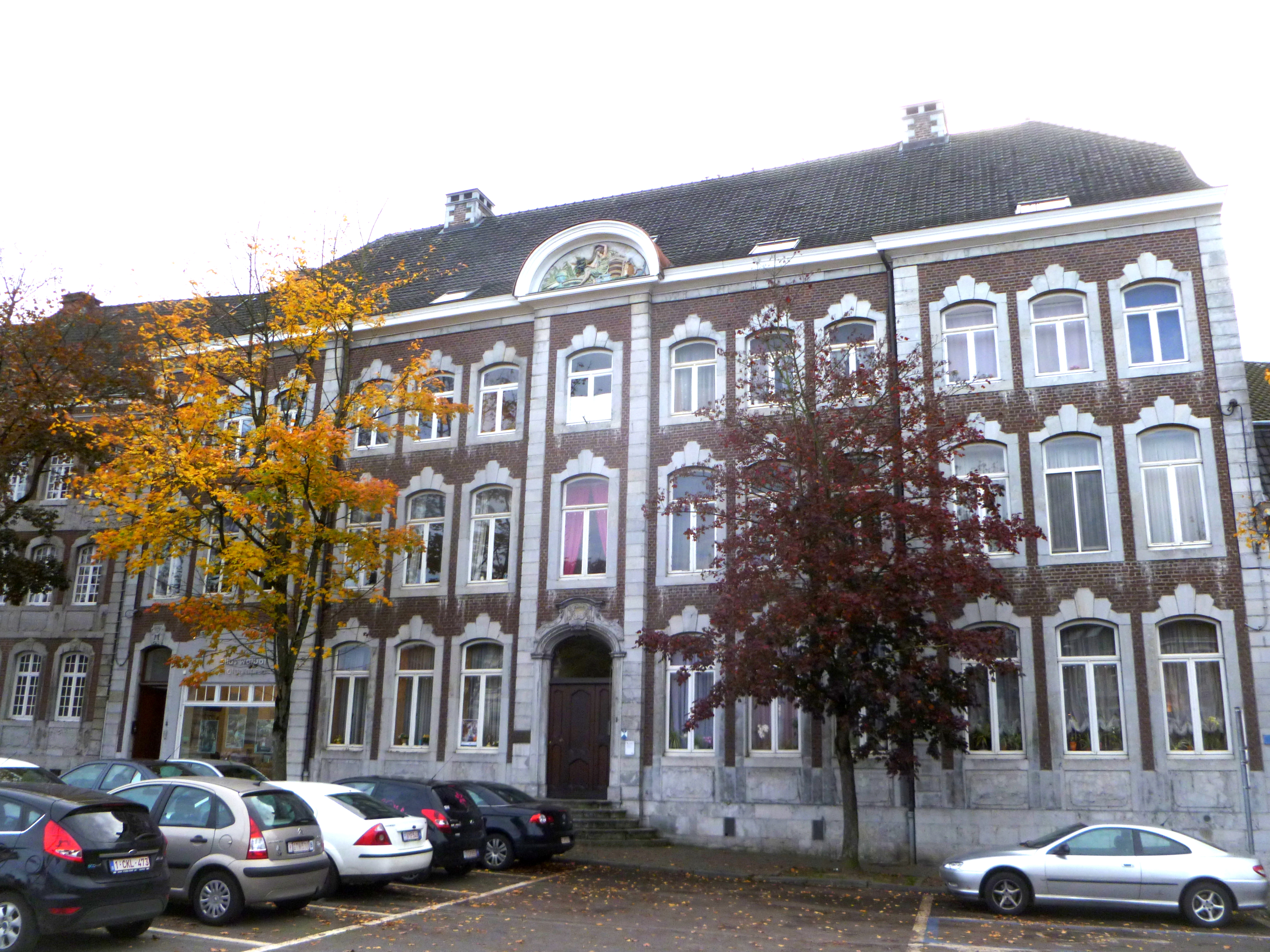
Huis Signon

### Bouwwerken elders
- ±1725-50: Poort, brug en tuinmuur van Kasteel Lemiers[5]
- 1732-34: St. Agathakerk in Eys (met Johann Conrad Schlaun)
- 1732-34: Verbouwing Redemptoristenklooster, Wittem (met J.C. Schlaun)
- 1733-35: Verbouwing Kasteel Neubourg, Gulpen (met J.C. Schlaun)
- 1733: Poorthuis kasteel Thor, Astenet
- 1736: Interieur Lutherse kerk, thans De Kopermolen, Vaals
- 1738-41: Hôtel d'Ansembourg, Luik
- voor 1739: Altaar in het Celestinerinnenklooster in Marieberg bij Neuss (niet meer bestaand)
- 1748 (1e ontwerp), 1751-63: Schloss Jägerhof, Düsseldorf
- 1749: Verbouwing raadhuis Düsseldorf
- 1750: Hoogaltaar Sint-Lambertuskerk, Kerkrade
- 1752: Jachtslot voor prins-bisschop Johan Theodoor van Beieren, Maaseik (in 1798 verwoest)
- 1754: Abdij van Sinnich, Teuven
- 1754: Verbouwing  bij Geilenkirchen (alleen het portaal is bewaard)
- ca. 1755: Bijgebouwen Kasteel Genhoes, Oud-Valkenburg (onzeker)
- 1757: Koor en sacristie kerk van Oud-Valkenburg[6]
- 1757-59: Verbouwing en uitbreiding Abdij van Munsterbilzen (onzeker)
- 1759: Pachthof Stift St. Gerlach, Houthem
- 1760, 1763: Interieur (communiebank, tabernakel en orgelkast) Sint-Corneliuskerk, Kornelimünster
- Gevel Abdij van Val-Dieu (onzeker)

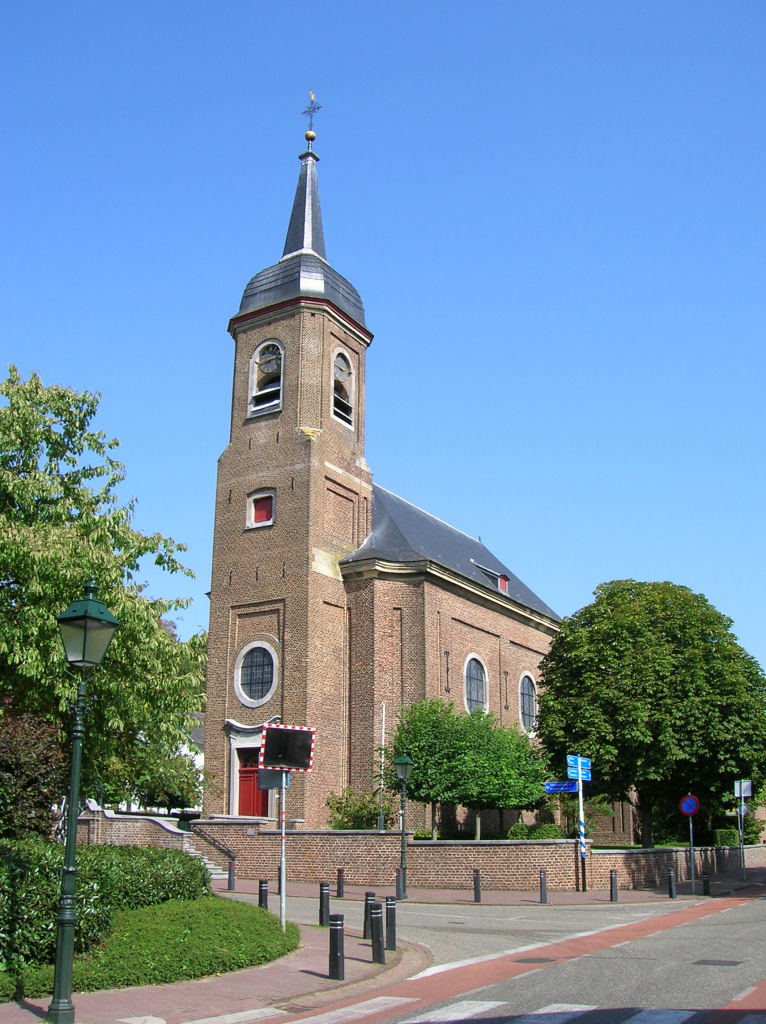
St-Agathakerk, Eys
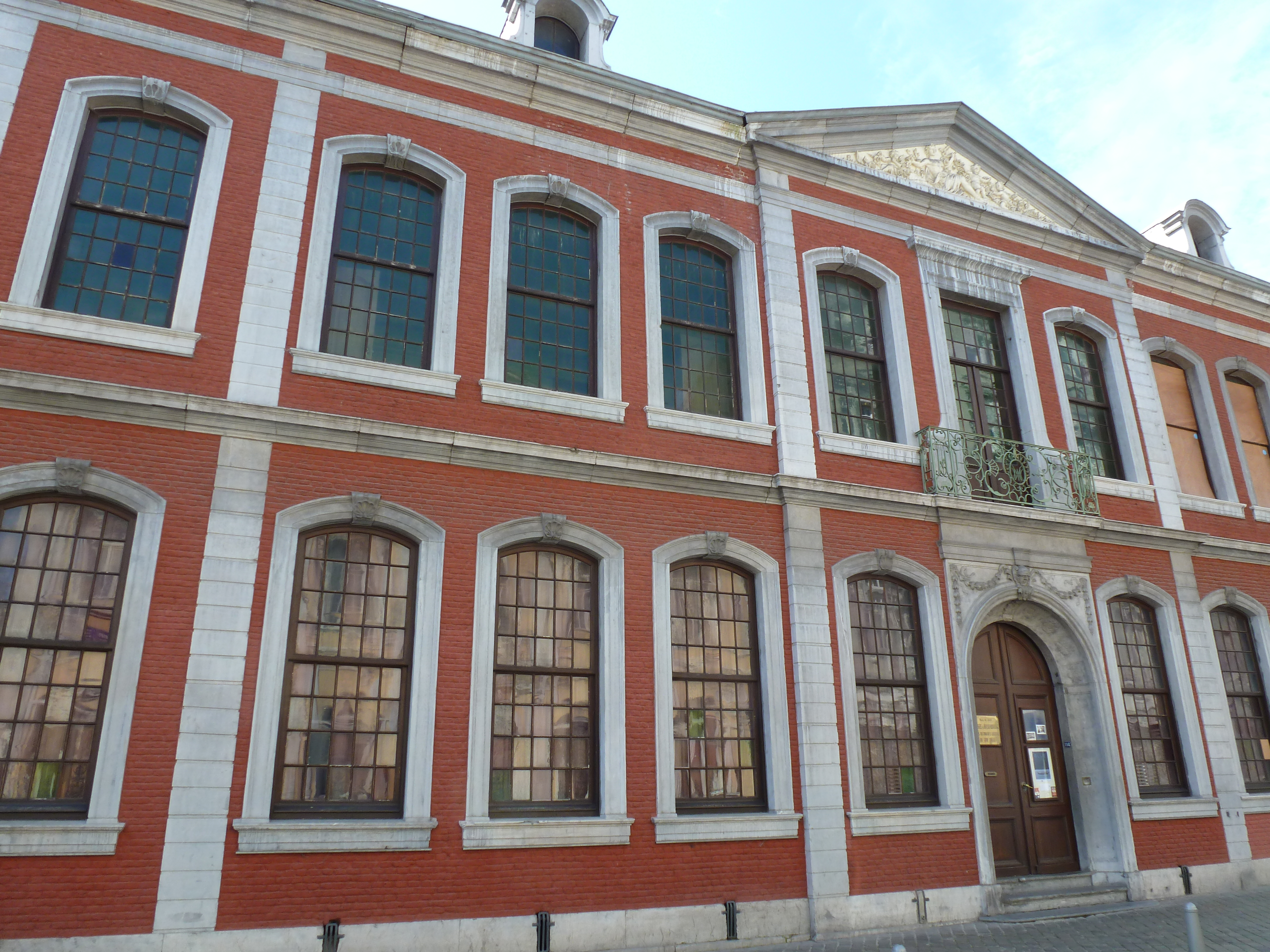
Hôtel d'Ansembourg
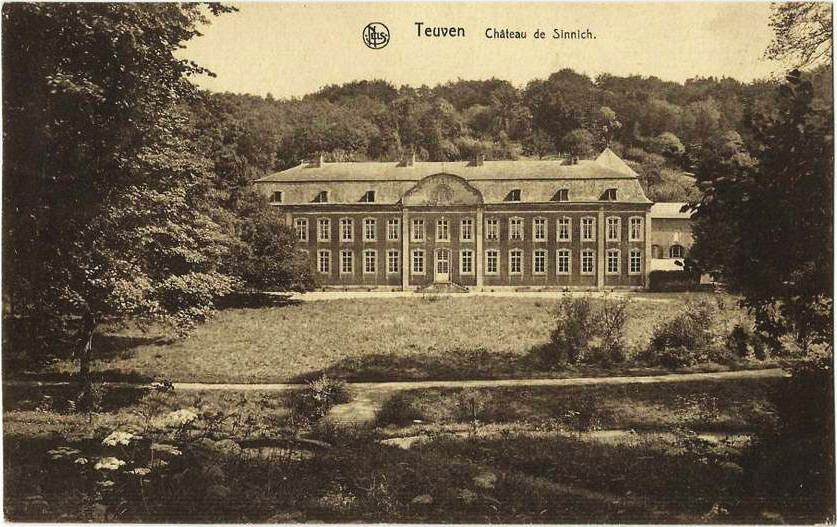
Abdij van Sinnich
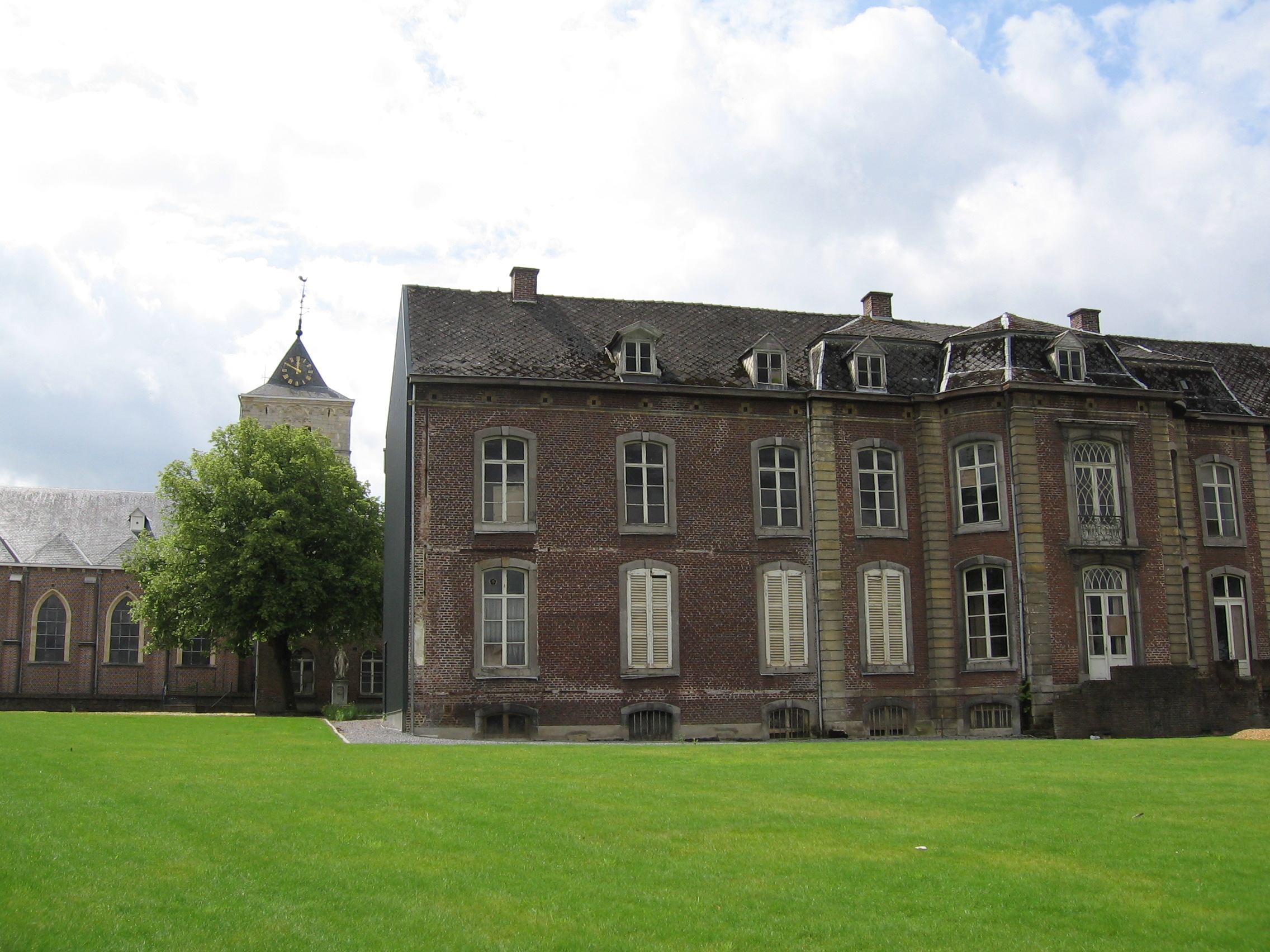
Abdij van Munsterbilzen

### Meubels, kerkinterieurs
- ca 1730-63: Interieur abdijkerk en parochiekerk van Burtscheid
- 1734-37: Interieur Wespienhaus, Aken (enkele onderdelen thans ingebouwd in het Couvenmuseum)
- 1738: Preekstoel en herenbanken, Lutherse kerk, Vaals
- 1744: Interieur Sint-Nicolaaskerk, Eupen
- 1744: Hoogaltaar Sint-Catharinakerk, Kettenis
- ca. 1747: Interieur Sint-Peterskerk, Aken (grotendeels verwoest; de communiebank bevindt zich thans in de Ungarnkapelle van de Dom)
- Interieur Theresienkerk, Aken
- Hoogaltaar en preekstoel, Sint-Catharinakerk, Wenau

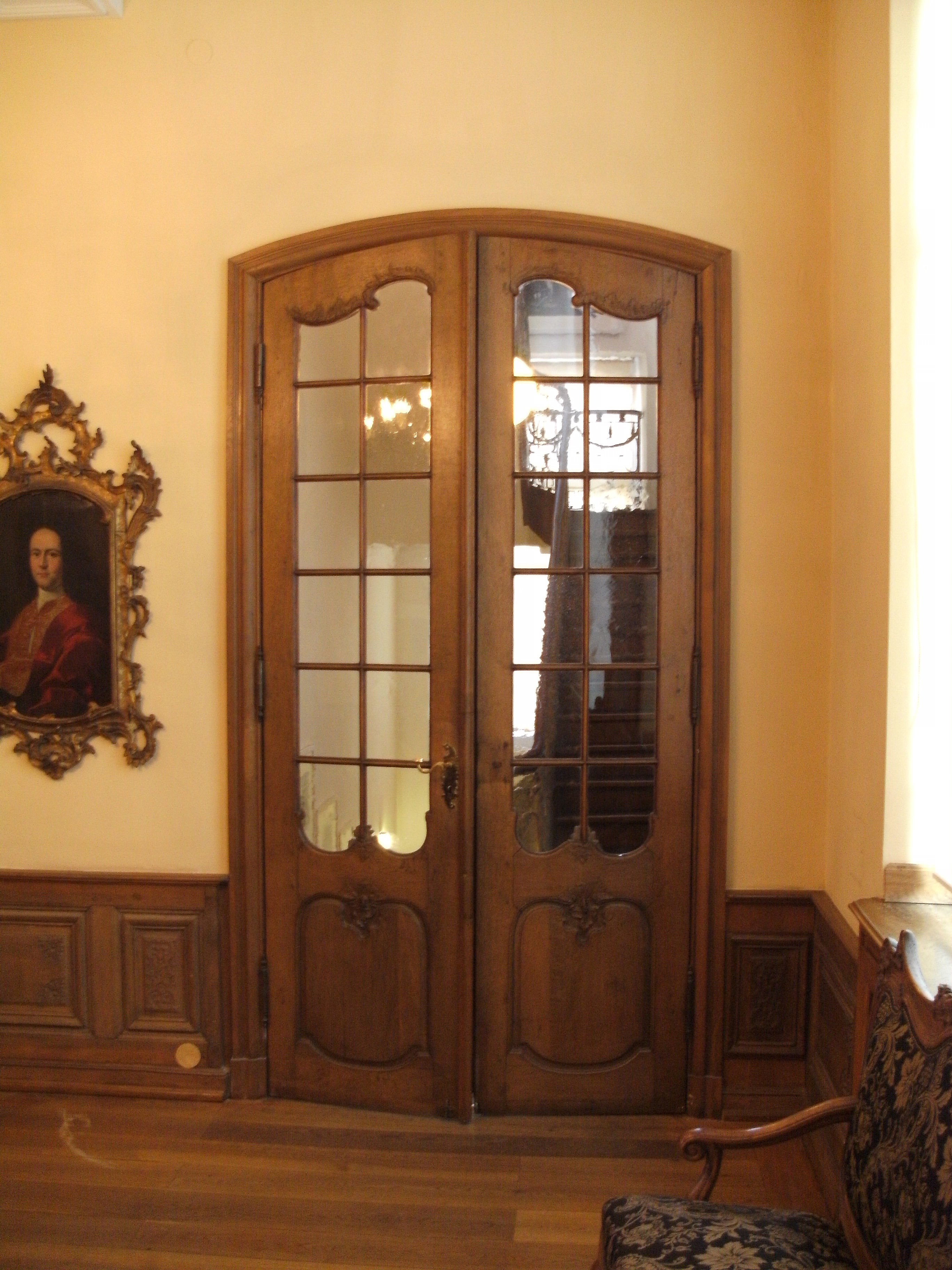
Zaalbetimmering, Aken
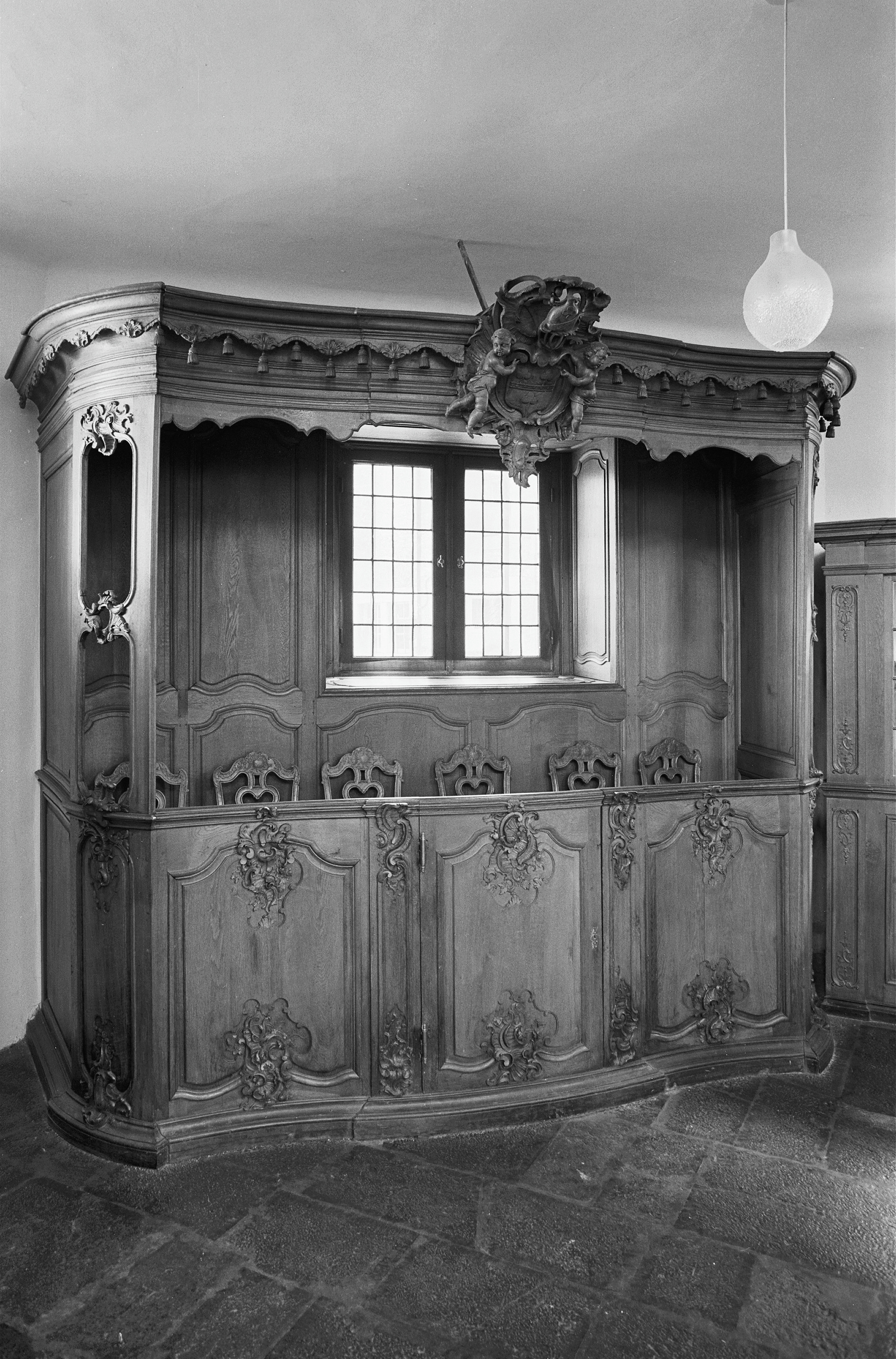
Herenbank, Vaals
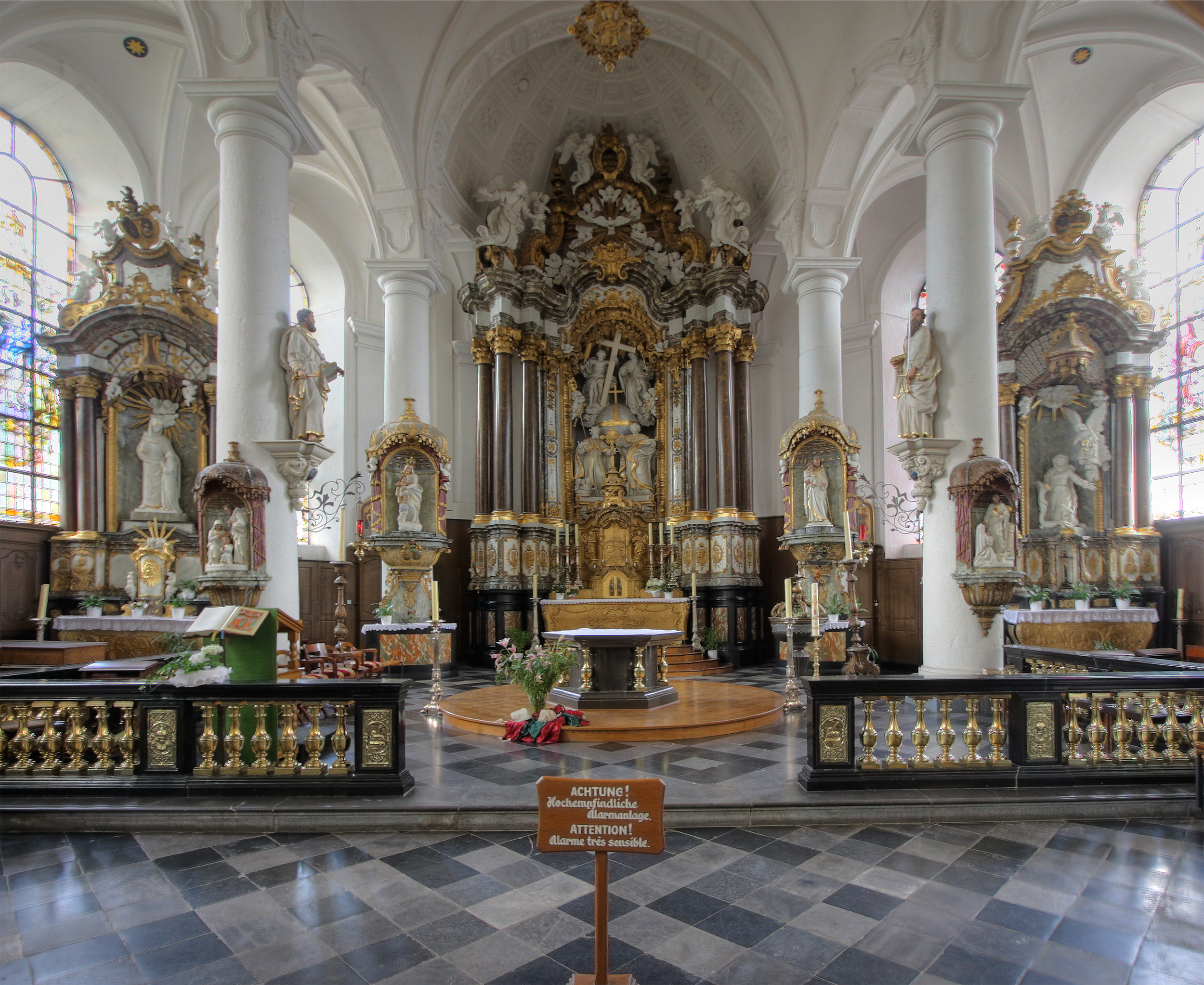
Kerkinterieur, Eupen
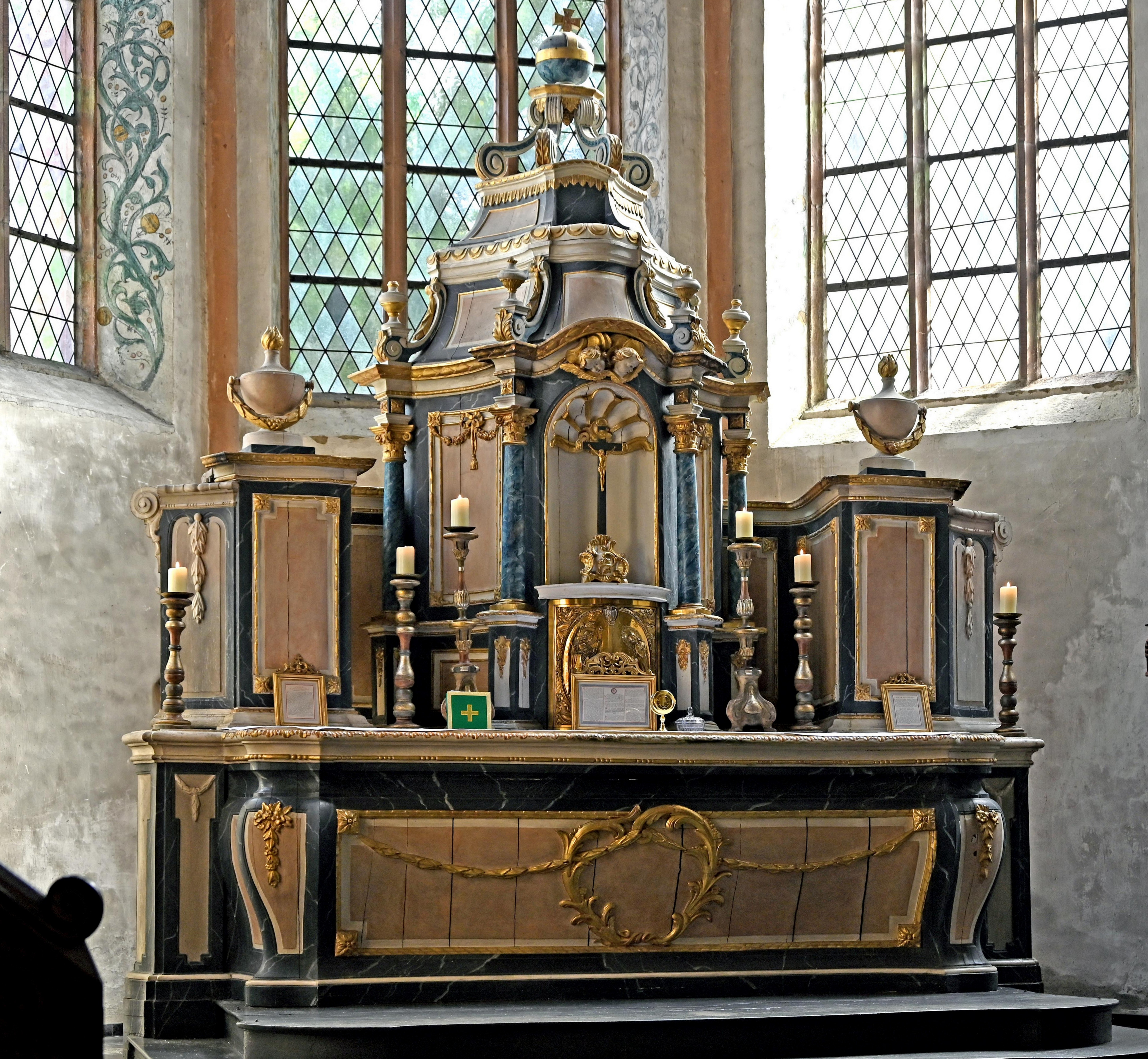
Hoogaltaar, Wenau